# Лепи и мртви
Лепи и мртви је српска документарна телевизијска серија чији је сценариста и режисер Миломир Марић. Серија се приказивала од 15. до 30. маја 2012. године.

## Опис
Први пут у историји, јавно се говори о смрти Стевице Марковића и Мишка Милошевића, Београђана који су кренули да освоје Запад, а завршили трагично, с метком у потиљку.
Претходно су освојили светски џет сет, Алена Делона и његове жене, председника Француске Жоржа Помпидуа и његову прву даму, а стигли су и до Холивуда, где су проглашени за наследнике Џејмса Дина.
Сада, пола века од њихове смрти, пријатељи Марковића и Милошевића први пут су се усудили да говоре шта им се догодило и ко их је ликвидирао, јер је све до сада било опасно по живот.
После свега, чак и Ален Делон и један од највећих светских гангстера Франсоа Маркантони, одлучили су да јавно проговоре и сете се трагично настрадалих Марковића и Милошевића.